# Wilhelm Focke
Wilhelm Focke (Bréma,  1878. július 3. – Bréma, 1974. december 15.) német festő, fényképész, pilóta, költő és labdarúgó. Az FC Bayern München egyik alapító labdarúgója.

## Élete
Wilhelm Focke Brémában született 1878-ban. Az édesapja, Johann Focke nyomdokaiba lépett és művésszé vált. Később a Focke-Museum értékeit gyarapította. 
Labdarúgó karrierjét a Bremer Sportclub-ban kezdte. Később Münchenbe költözött, és az MTV 1879 München játékosa lett. Az 1900-ban alapult FC Bayern München egyik alapító labdarúgója, második csapatkapitánya volt. Később visszatért Brémába, és aktív maradt a sport terén.
1974-ben hunyt el Brémában.